# Osby
För andra betydelser, se Osby (olika betydelser).

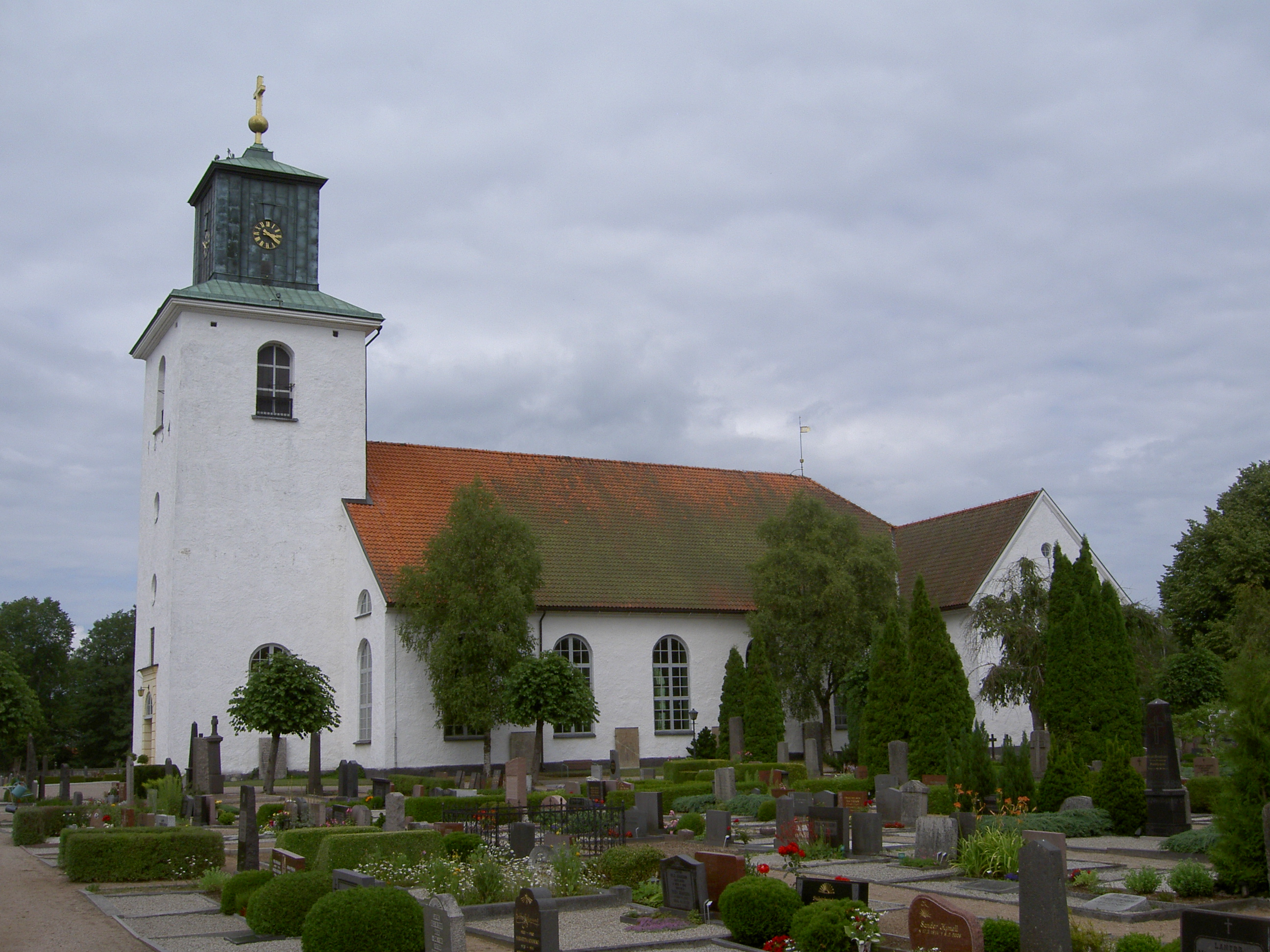
Osby kyrka

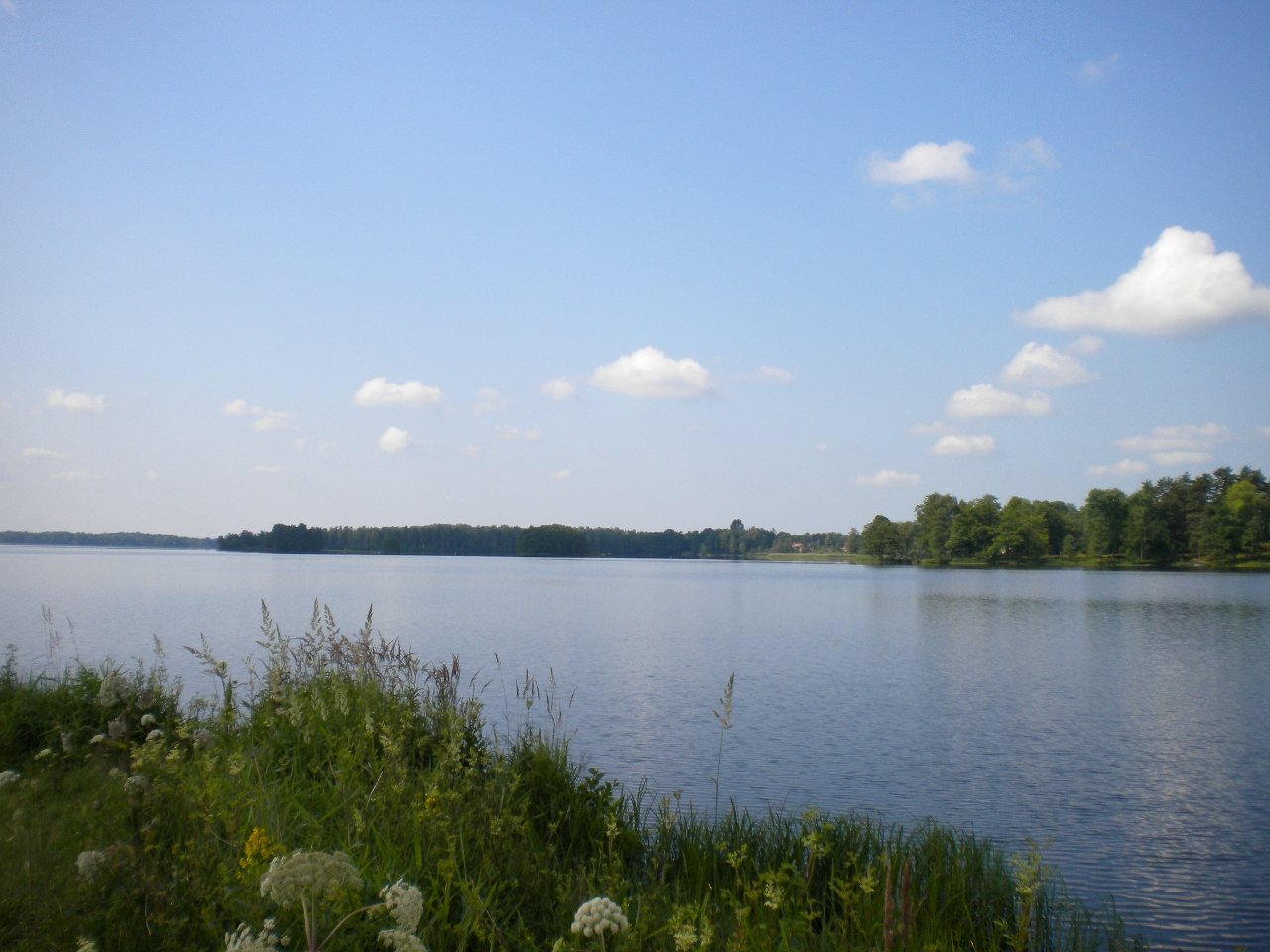
Osbysjön

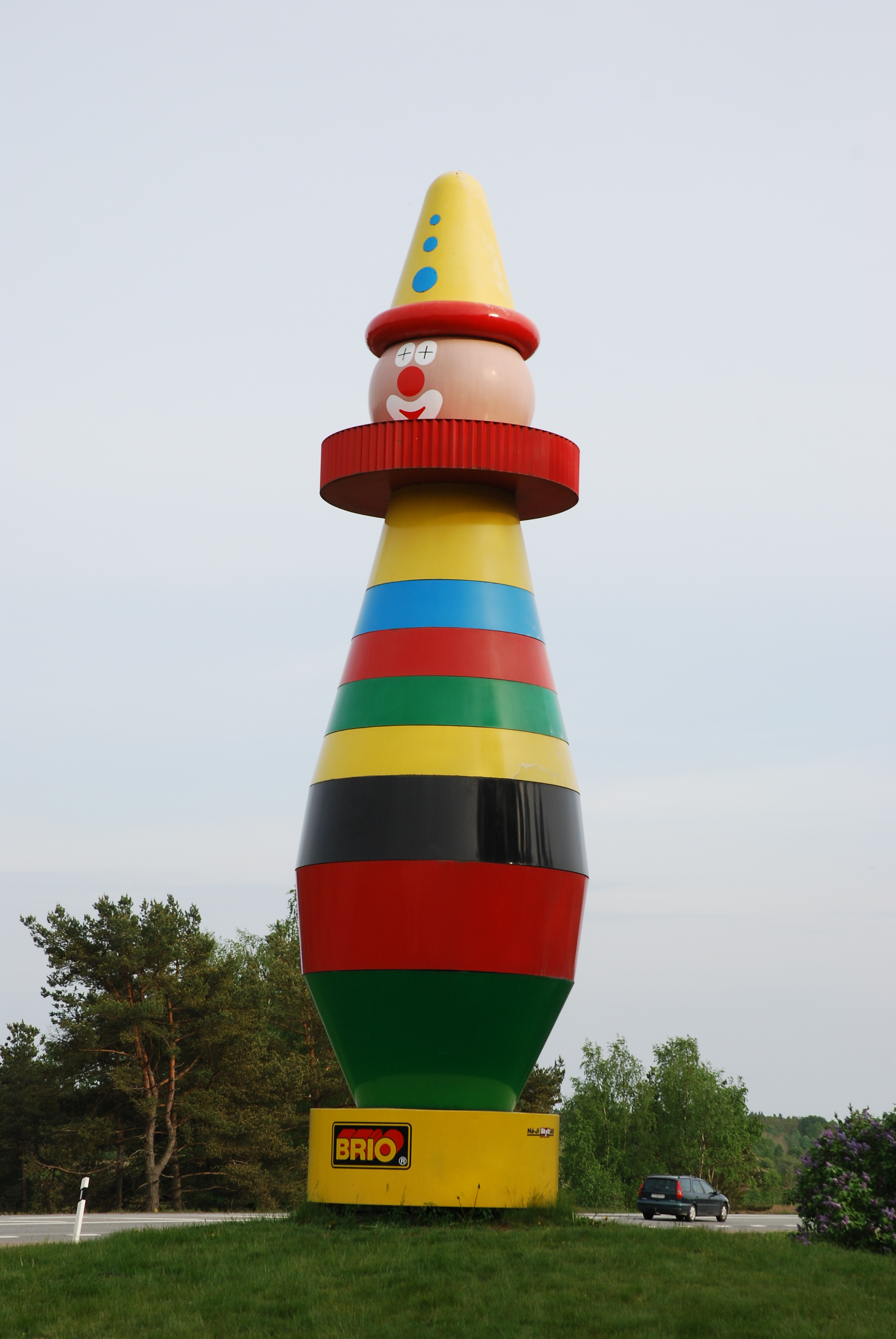
Brio-clownen i jätteformat vid riksväg 23 utanför Osby

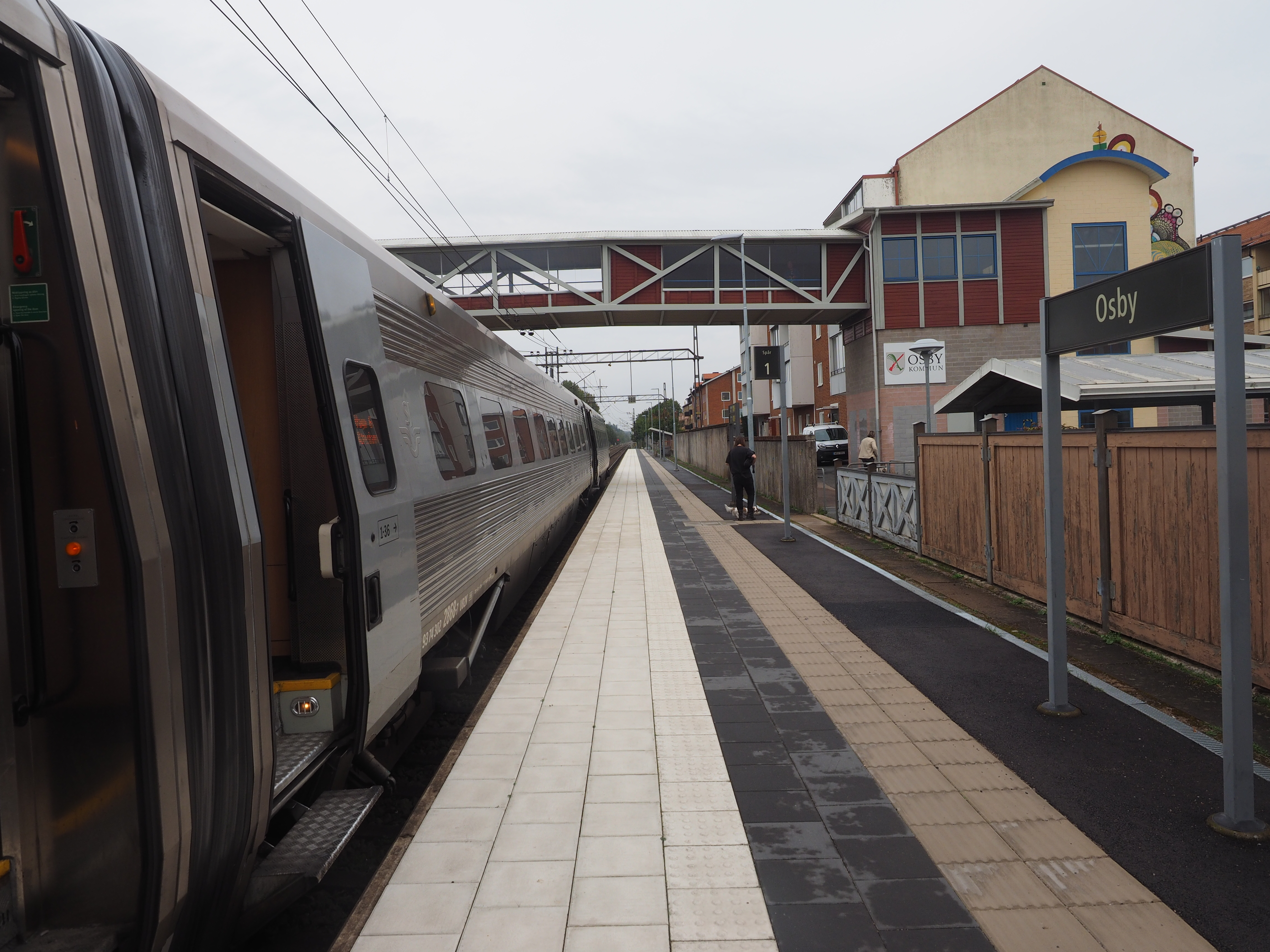
Osby järnvägstation med ett tåg från Stockholm till Lund

Osby är en tätort som är centralort i Osby kommun i Skåne län.
Osby är beläget cirka 33 kilometer norr om Hässleholm, cirka 50 kilometer nor om Kristianstad och cirka 25 kilometer söder om Älmhult. Orten ligger vid sjön Osbysjön, vilken genomkorsas av Helge å några kilometer längre söderut. Genom centrala Osby rinner Driveån.

## Historik
"Os" är ett gammalt ord för åmynning. Ortnamnet betydde alltså ursprungligen "byn vid åmynningen", där Driveån är ån som åsyftas.
Byn bestod från medeltiden fram till andra halvan av 1800-talet av Osby kyrka, prästgården, sex bondgårdar och några torp. Merparten av den dåtida bebyggelsen låg kring kyrkan och det område som i nutiden kallas Gamleby. I grannbyn Marklunda fanns skjutsstation och gästgiveri, där hölls marknader och resande drog fram på dåvarande landsvägen mellan Växjö och Kristianstad. En stor förändring skedde 1862, då Osby fick station vid Södra stambanan. Därefter började Osby att växa, och utvecklade snabbt en förhållandevis omfattande industri och handel. 

### Administrativa tillhörigheter
Osby var och är kyrkby i Osby socken och ingick efter kommunreformen 1862 i Osby landskommun, där 15 augusti 1887 inrättades Osby municipalsamhälle. 1937 utbröts orten och dess närområde ur landskommunen och bildade Osby köping. Köpingskommunen införlivade 1962 Osby socken/landskommun och uppgick 1971 i Osby kommun med Osby som centralort.
I kyrkligt hänseende har Osby till 2006 hört till Osby församling som 2006 uppgick i Osby-Visseltofta församling.
Orten ingick till 1967 i Östra Göinge tingslag och därefter till 1971 i Västra Göinge domsagas tingslag. Sedan 1971 ingår Osby i Hässleholms tingsrätts domsaga.

### Befolkningsutveckling
| Befolkningsutvecklingen i Osby 1900–2020                                                               | Befolkningsutvecklingen i Osby 1900–2020 | Befolkningsutvecklingen i Osby 1900–2020 | Befolkningsutvecklingen i Osby 1900–2020 | Befolkningsutvecklingen i Osby 1900–2020 |
| --- | ---------------------------------------- | ---------------------------------------- | ---------------------------------------- | ---------------------------------------- |
| |                                          |                                          |                                          |                                          |
| År |                                          |                                          | Folkmängd                                | Areal (ha)                               |
| 1900                                                                                                   | 1900                                     |                                          | 1 109                                    | †                                        |
| 1960                                                                                                   | 1960                                     |                                          | 5 279                                    |                                          |
| 1965                                                                                                   | 1965                                     |                                          | 5 949                                    |                                          |
| 1970                                                                                                   | 1970                                     |                                          | 6 761                                    |                                          |
| 1975                                                                                                   | 1975                                     |                                          | 7 021                                    |                                          |
| 1980                                                                                                   | 1980                                     |                                          | 7 103                                    |                                          |
| 1990                                                                                                   | 1990                                     |                                          | 7 504                                    | 802                                      |
| 1995                                                                                                   | 1995                                     |                                          | 7 441                                    | 816                                      |
| 2000                                                                                                   | 2000                                     |                                          | 6 903                                    | 819                                      |
| 2005                                                                                                   | 2005                                     |                                          | 6 947                                    | 822                                      |
| 2010                                                                                                   | 2010                                     |                                          | 7 157                                    | 827                                      |
| 2015                                                                                                   | 2015                                     |                                          | 7 554                                    | 938                                      |
| 2020                                                                                                   | 2020                                     |                                          | 7 758                                    | 935                                      |
| Anm.: Sammanvuxen med Marklunda 1970 och med Ebbarp 2015 † Befolkning runt ett municipalsamhälle 1900. |                                          |                                          |                                          |                                          |

## Samhället
I Osby centrum finns en mängd flerfamiljshus med butiker, servering eller annan service i bottenplanen. Husen skiftar från två till fyra våningar. I samhällets utkanter finns villaområden och industriområden. Mitt i centrum ligger ett hotell/vandrarhem vid namn Stora Hotellet, och vid Osbysjöns östra strand finner man Osby Camping. Ett tiotal restauranger/caféer/pizzerior finns i Osby centrum, liksom matbutiker, banker, tandvård, läkare, klädaffärer och annan vardagsservice.
Osby kyrka är en av två kyrkor i Osby-Visseltofta församling inom Svenska kyrkan i Lunds stift. Även Svenska Missionskyrkan, Pingstkyrkan, Evangelisk Luthersk Mission, Kraftkällan har församlingar på orten.

## Kommunikationer
Osby ligger längs med riksväg 15 ungefär mittemellan Halmstad och Karlshamn. Vägen passerar igenom tätorten. Öster om Osby leder riksväg 23 mellan Malmö och Växjö samt riksväg 19 mot Ystad via Kristianstad.
Osby har en järnvägsstation vid Södra stambanan, Osby järnvägsstation.
Ett flertal busslinjer passerar Osby. Bland annat SkåneExpressen 7 (Älmhult–Kristianstad), 535 (Älmhult–Osby), 537 (Visseltofta–Osby), 539 (Osby–Lönsboda). Trafikhuvudman för trafiken är Skånetrafiken, de flesta av linjerna körs av Thygessons Bussar.

## Näringsliv

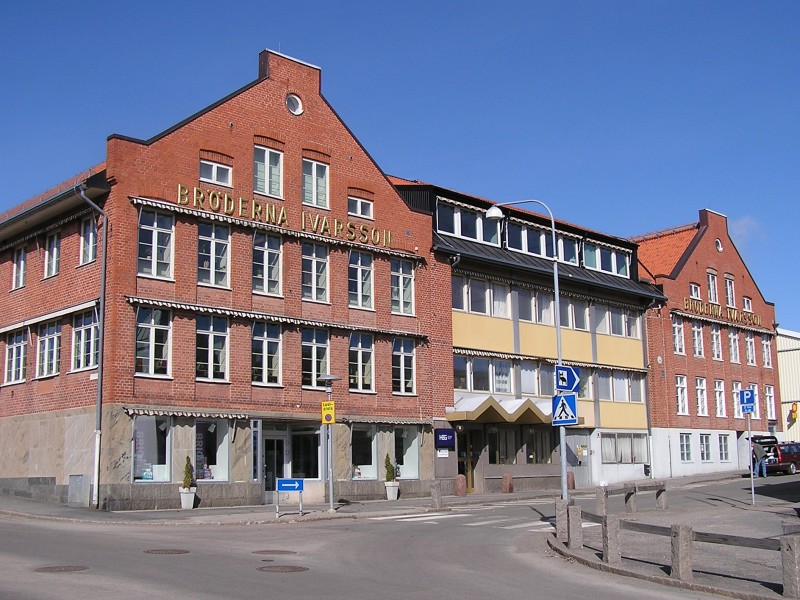
Brios före detta huvudkontor på Briogatan

Det viktigaste och mest kända företaget i Osby var under många årtionden leksaksföretaget Brio, grundat 1884 av Ivar Bengtsson från Boalt. Brio hade förut en mängd verksamheter i Osby, men på grund av vikande lönsamhet har sedan slutet av 1990-talet allt lagts ned eller flyttats till lågkostnadsländer. Även Brios huvudkontor har numera lämnat Osby och flyttats till Malmö. Kvar i Osby finns endast Lekoseum, som är ett museum med Brios träleksaker, Märklintåg, Barbiedockor och en utställning om företagets historia.
Osby var också känt för den omfattande tillverkning av värmepannor och tvättmaskiner som bedrevs av företaget Osby-Pannan, vilket grundades på 1930-talet av bröderna John och Gösta Darlin. På företagets produkter hade namnet "Osby" ofta en ganska framträdande placering. Företaget existerar fortfarande, under namnet Osby Parca.
I nutiden består tyngdpunkten i Osbys näringsliv av en livlig småföretagsverksamhet, inom de flesta branscher.
Andra mer kända företag som finns eller har funnits i Osby:
- Ekstrand Dörrar & Fönster - Tillverkare av dörrar och fönster
- Sjölanders - Verkstadsföretag som tillverkar fordon avsedda för järnvägsunderhåll
- Swanson's Travel - Arrangör av resor till Nordamerika
- Lekolar - Leverantör av utrustning till förskolor och skolor

### Bankväsende
Osby sockens sparbank grundades 1871 och verkade som fristående sparbank fram till 1977. Sedan 2014 ingår verksamheten i Sparbanken Skåne, som fortsatt har kontor på orten.
Kristianstads enskilda bank etablerade ett avdelningskontor i Osby år 1873. Denna bank övergick i Bankaktiebolaget Södra Sverige som sedermera blev Handelsbanken. Industribanken etablerade på 1910-talet ett kontor som uppgick i Nordiska Handelsbanken och under år 1925 togs över av Sydsvenska banken, senare Skånska banken. Även Skånska banken uppgick i Handelsbanken. År 2021 stängde Handelsbanken kontoret i Osby.

## Idrott
Osby har en stor idrottsplats, ishall, simhall, sporthall, bowlinghall. I Osby finns bland annat ishockeyklubben Osby IK, som tidigare spelat ett flertal säsonger i Division I. Bland andra klubbar på orten kan nämnas fotbollsföreningen IFK Osby, konståkningsklubben Osby KK, orienteringsklubben OK Gynge och innebandyklubben IBK Osby. Före ishockeyns inträde i Osby på 1960-talet var IFK Osby en av Skånes ledande klubbar i bandy.
2011 tillkom det även ett A-lag i Osbys innebandyförening.
På fritidsområdet Klinten finns en motionsslinga med elljusspår för löpning eller längdskidåkning. Där finns även en mindre skidbacke och lift som drivs av Friluftsfrämjandet under snöiga vintrar.

## Kända personer från Osby
- Alexander Bergström, ishockeyspelare och landslagsman, född i Osby
- Joel Persson, ishockeyspelare, född i Osby
- Anton Blomqvist, ishockeyspelare och tränare, född i Osby
- Gunnar Rosendal väckelsepräst, kyrkoherde i Osby 1934-62
- Hampus Nilsson, fotbollsspelare, född i Osby
- Viking Dahl, tonsättare, född i Osby
- Kikki Danielsson, sångerska, född i Osby
- Jan Gerfast, musiker, född i Osby
- Tord Jöran Hallberg, ingenjör och författare, född i Osby
- Lasse Holmqvist, TV-man, uppväxt i Osby
- Mats Källblad, serietecknare, född i Osby
- Carin Mannheimer, regissör och författare, född Jacobson i Osby
- Chang Frick, chefredaktör för Nyheter idag, fotograf och entreprenör, född i Killeberg, Osby 1983
- Thomas Nyman, fotbollsspelare, SM-guld med Östers IF -78, -80, -81, född i Osby 1956
- Åsa Persson, konståkerska, född i Osby
- Paul Tilly, "Skåne-Paul", skådespelare och komiker, född i Osby
- Magnus Åkerlund, ishockeymålvakt, född i Osby

## Bildgalleri

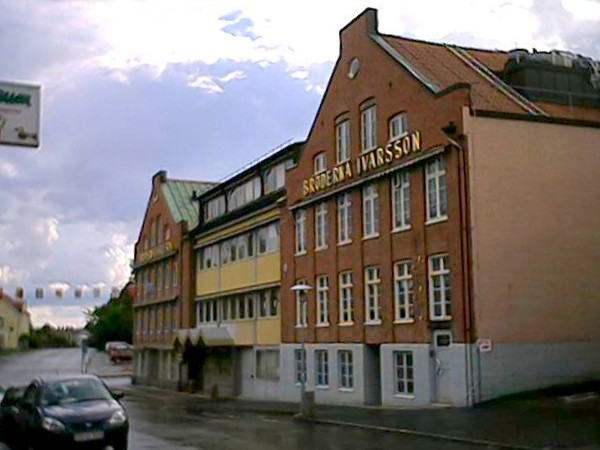
Brios tidigare huvudkontor
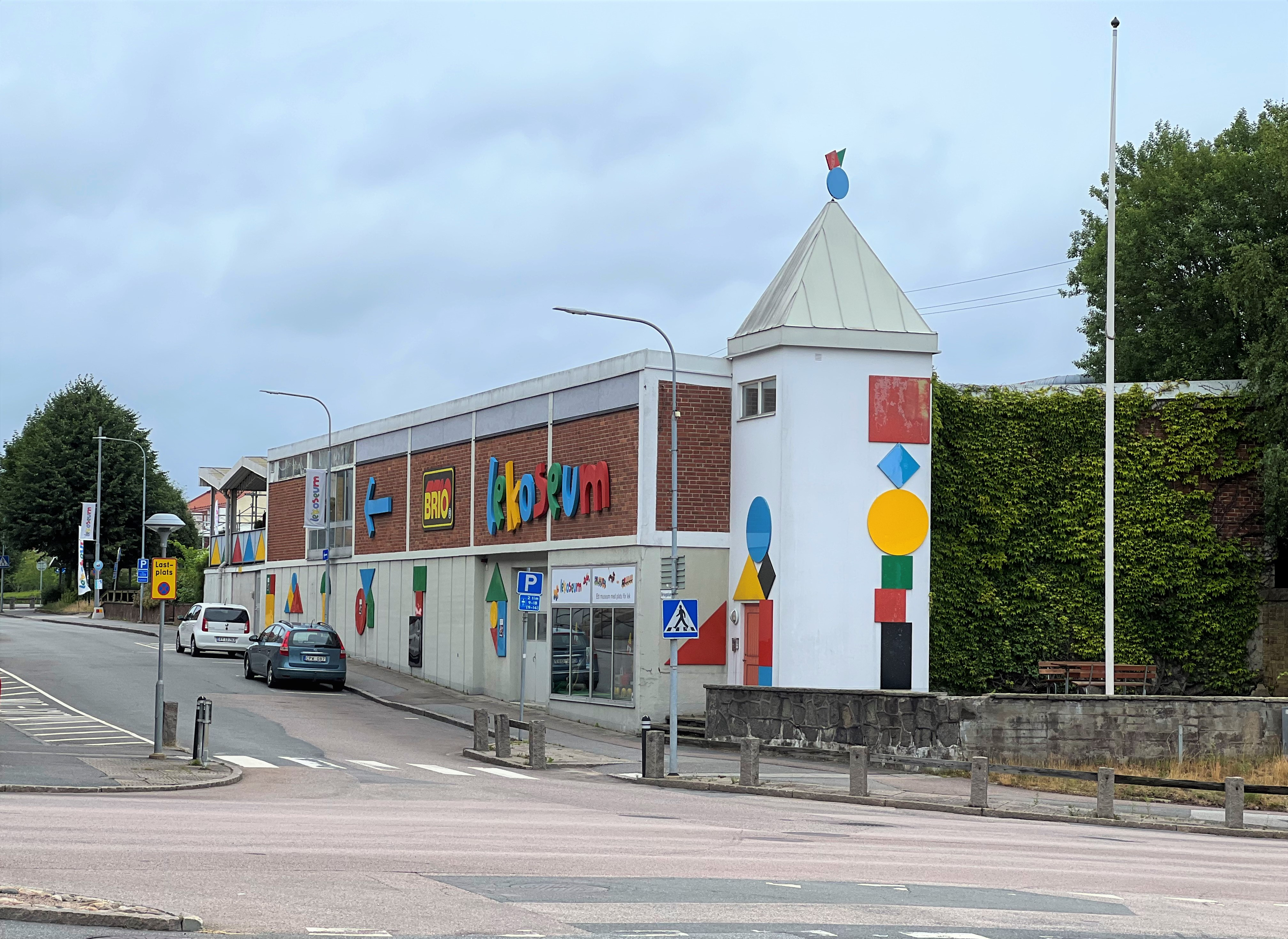
Lekoseum
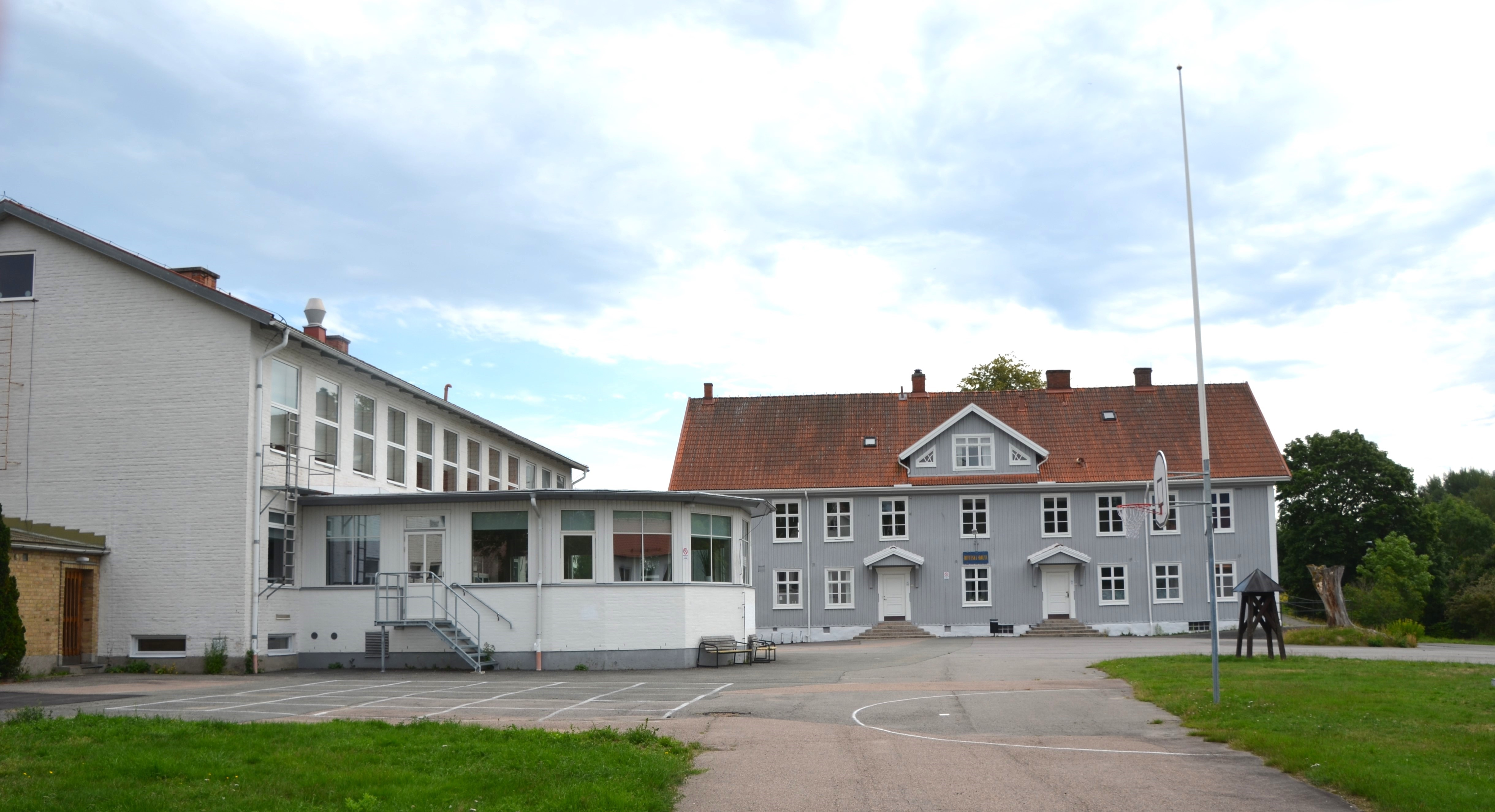
Tidigare Osby lantbruksskola och Osby naturbruksgymnasium
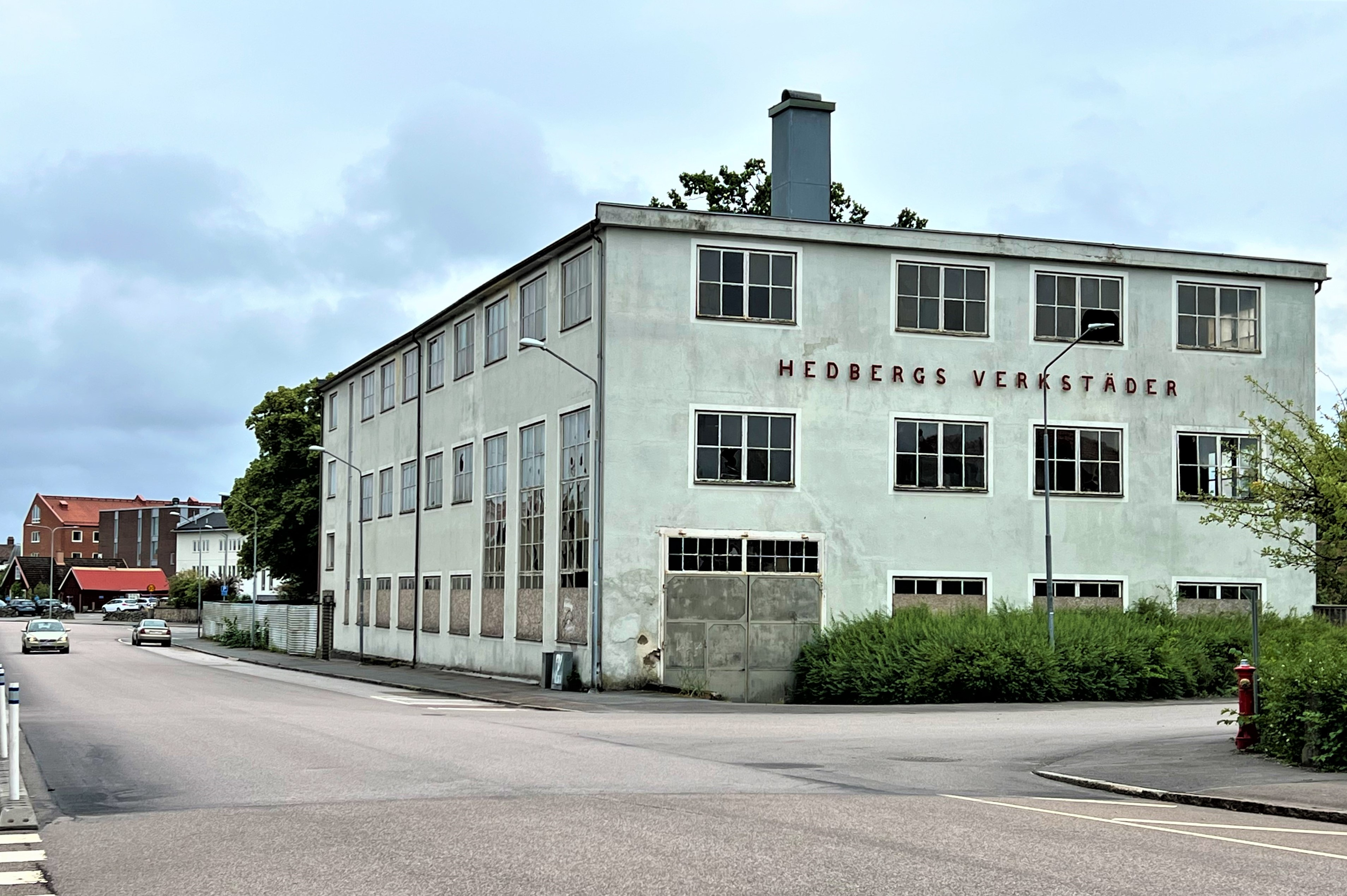
Tidigare Hedbergs Verkstäder vid Smedjegatan